# Himantolophus danae
Himantolophus danae — вид вудильникоподібних риб родини Himantolophidae. Це морський, батипелагічний вид. Зустрічається на заході Тихого океану на глибині понад 150 м. Тіло самиці сягає завдовжки 3,9 см.